# See You Again (canción de Wiz Khalifa)
«See You Again» (en español: Verte de nuevo) es un sencillo del rapero estadounidense Wiz Khalifa en colaboración con el también cantante estadounidense Charlie Puth. Forma parte de la banda sonora de la película Furious 7 (2015), en donde aparece en su parte final como un último homenaje a Paul Walker, quien había muerto en un accidente automovilístico el 30 de noviembre de 2013. La remezcla oficial cuenta con el cantante y compositor estadounidense Chris Brown y los raperos norteamericanos Tyga y Eminem.
La canción «See You Again» de Wiz Khalifa y Charlie Puth, ha batido todos los récords en Spotify, y es uno de los pocos videos de la red YouTube en superar las 5000 millones de visitas, ocupando el sexto lugar en la lista de videos más vistos.
El tema llegó al número 1 de la lista mundial de la App de música vía streaming con más de 4,2 millones de escuchas en un solo día, el 13 de abril. También se ha convertido en la canción con más escuchas en una semana, del 6 al 12 de abril: 21,9 millones. A solo un mes de su estreno ya había llegado al número uno en más de 20 países.

## Antecedentes y escritura
Charlie Puth fue el primero en ser llamado por el sello Atlantic Records para crear a una melodía que podría rendir homenaje al fallecido Paul Walker en Furious 7 durante su corta estancia en Los Ángeles. A él, junto con otros 50 compositores, se les pidió que presentaran sugerencias para la banda sonora que acompañaría de la película.
Ido, él y su compañía Justin Franks establecieron una idea lírica sencilla -que el cantante perdiera a su amigo durante un tiempo lleno de acontecimientos y no podía esperar para compartir una noticia con él- finalmente, "Me parecía que se me había ocurrido de la nada. Y básicamente 10 minutos más tarde Justin y yo lo escribimos, la enviamos, y pensé que nunca oiríamos hablar sobre eso otra vez". Después de recibir una abrumadora recepción positiva por parte de los realizadores de Universal Pictures y del sello de Atlantic Records para la banda sonora, la canción sin terminar se tituló "See You Again", fue además encargado a Puth y Wiz Khalifa incluir versos sobre la familia alrededor de la voz y el piano de Puth. La canción luego pasó por un extenso proceso de note-giving y producción. Al escribir la canción, Puth dijo estaba pensando en un amigo que también murió repentinamente. Y aunque reacio a desvelar demasiados detalles, dijo que la tragedia también involucró un accidente de coche y que se sintió la presencia de su difunto amigo en el estudio ese día mientras sostenía la creencia de que algún día podrían comunicarse de nuevo.
En la película, la canción suena en el final cuando los personajes de "Furious 7", Brian O'Conner y Dominic Toretto, conducen sus coches en una carretera de montaña y siendo sus caminos separados cuando llegan a una bifurcación, dando a Brian una conmovedora despedida para estar viviendo con su esposa y criar una familia.

## Video musical
Wiz Khalifa estrenó el video lírico el 9 de marzo del 2015, el video muestra un auto transitando por unas calles de noche, a lo que gracias a la iluminación de las luces la letra de la canción va apareciendo; este video fue ocultado de la cuenta de Khalifa en el momento que el video oficial fue lanzado, por lo que solo pueden verlo aquellos que tengan el enlace.
El video oficial fue presentado por primera vez el 5 de abril en la cuenta de Facebook del actor Vin Diesel (mientras que el estreno del video oficial de "See You Again" en la cuenta de Khalifa en YouTube fue el 6 de abril), agregando como pie la frase: "Paul, este fin de semana el mundo se convirtió en una familia... Gracias por el amor..." PAUL 
Este actúa como homenaje a Paul Walker, quien actuó como Brian O'Conner en la mayor parte de las películas de "Fast & Furious". En el video musical, Khalifa va a las colinas para realizar su rap mientras Charlie Puth canta sus versos y toca el piano. Algunas de las escenas de Walker de Furious 7 aparecen a lo largo del video.
El video oficial ha sido visto en la cuenta de Diesel más de 70 millones de veces, de las cuales 30 millones fueron logradas el primer día, mientras que el video en la cuenta de YouTube de Khalifa cuenta con 4.947.000.000 visitas, al alcanzar los mil millones de visitas «See you again» rompió el récord de Blank Space en ser el video que más rápido consiguió este logro, aunque poco después fue superado por «Hello» de Adele. Actualmente, es el segundo vídeo musical más visto de la historia de la plataforma con un total de 4.947.000.000 visitas, por debajo de «Despacito», canción de los puertorriqueños Luis Fonsi y Daddy Yankee, quienes ocupan la primera posición del ranking desde el 4 de agosto de 2017.

## Rendimiento comercial
En su semana de lanzamiento, la canción debutó en el puesto 100 de la lista Hot 100 de Billboard, debido a sus ventas de 25,000 copias digitales. En su cuarta semana (Estreno de Furious 7 en Cines y lanzamiento del video musical), la canción logró vender 168,000 copias digitales, siendo el tema con mayor aumento en ventas de esa semana. Como resultado, See You Again saltó las posiciones del #84 al #10 en la lista de Billboard Hot 100 en la semana del 18 de abril del 2015, convirtiéndose en el primer top 10 de Puth y el cuarto como artista principal de Wiz Khalifa.
En la quinta semana desde su lanzamiento, See You Again alcanzó la primera posición de la lista Hot 100 de Billboard, gracias a las ventas de 464,000 copias digitales, lo que le dio a Khalifa y Puth su segundo y primer #1, respectivamente.  Al mismo tiempo "See You Again" se coloca como la 8.ª canción que logra debutar en el #100 de la Hot 100 y llegar al #1 desde que UB40 lo hiciera con "Can't Help Falling In Love" el 15 de mayo de 1993 (22 años atrás). Hasta julio de 2015, la canción ha vendido 3,300,000 de copias en los Estados Unidos, país donde dominó el Hot 100 de Billboard por 12 semanas no consecutivas, logrando empatar el récord por la canción rap que ha durado más semanas en el primer puesto de dicha lista.
En Nueva Zelanda, la canción debutó en la lista de sencillos de Nueva Zelanda en el número 34 en la edición del 30 de marzo de 2015. En su tercera semana en la lista, la canción alcanzó el primer puesto, que da tanto a Khalifa y a Puth su primer sencillo número uno en el país, dando también Khalifa su tercer top-ten solo como artista principal, después de "Young, Wild & Free" en 2011 y "We Own It (Fast & Furious)" en el año 2013 (a partir de la anterior banda sonora de la película Fast & Furious 6).

## Actuaciones en directo
Khalifa presentó la canción en vivo en The Tonight Show Starring Jimmy Fallon en marzo de 2015. La canción también fue presentada por Khalifa en The Voice en abril de 2015.

## Lista de canciones
Descarga digital
1. "See You Again" (Album track) – 3:49

## Posicionamiento en listas
| Lista (2015)                              | Mejor posición |
| ----------------------------------------- | -------------- |
| Alemania (Offizielle Deutsche Charts)     | 1              |
| Australia (ARIA)                          | 1              |
| Austria (Ö3 Austria Top 40)               | 1              |
| Bélgica (Flandes) (Ultratop 50)           | 1              |
| Canadá (Canadian Hot 100)                 | 1              |
| Canadá (CHR/Top 40)                       | 1              |
| Canadá (Hot AC)                           | 5              |
| Colombia (National Report Top Anglo)      | 1              |
| Dinamarca (Tracklisten)                   | 1              |
| Escocia (Scottish Singles Sales Chart)    | 1              |
| Estados Unidos (Billboard Hot 100)        | 1              |
| Estados Unidos (Hot R&B/Hip-Hop Songs)    | 1              |
| Estados Unidos (Adult Top 40)             | 2              |
| Estados Unidos (Mainstream Top 40)        | 1              |
| Finlandia (OFC)                           | 1              |
| Francia (SNEP)                            | 2              |
| Grecia (Greece Digital Songs) (Billboard) | 1              |
| Hungría (Single Top 40)                   | 1              |
| India (Angrezi Top 20)                    | 1              |
| Irlanda (IRMA)                            | 1              |
| Israel (Media Forest)                     | 1              |
| Italia (FIMI)                             | 1              |
| Japón (Japan Hot 100)                     | 7              |
| México (Billboard Mexican Airplay)        | 1              |
| Nueva Zelanda (Recorded Music NZ)         | 1              |
| Noruega (VG-lista)                        | 1              |
| Países Bajos (Dutch Top 40)               | 3              |
| Países Bajos (Mega Single Top 100)        | 3              |
| Polonia (Polish Airplay Top 100)          | 4              |
| Reino Unido (UK Singles Chart)            | 1              |
| Reino Unido (UK R&B Chart)                | 1              |
| República Checa (Rádio Top 100)           | 2              |
| Corea del Sur (Gaon)                      | 32             |
| Corea del Sur (Gaon International Chart)  | 3              |
| España (Los 40 Principales)               | 1              |
| Suiza (Schweizer Hitparade)               | 1              |

## Lanzamientos
| País           | Fecha              | Formato                | Compañía |
| -------------- | ------------------ | ---------------------- | -------- |
| Estados Unidos | 7 de abril de 2015 | Contemporary hit radio | Atlantic |